# Alive (албум)
Alive (на български: Жив) е вторият албум на британската певица Джеси Джей, издаден през септември 2013 г. Включва в себе си 13 музикални изпълнения, три от които са хитовите сингли „Wild“, „It's My Party“ и „Thunder“.

## Списък с песните

### Оригинален траклист
1. It's My Party – 3:39
2. Thunder – 3:35
3. Square One – 3:46
4. Sexy Lady – 3:13
5. Harder We Fall – 3:57
6. Breathe – 3:57
7. I Miss Her – 3:58
8. Daydreamin' – 2:47
9. Excuse My Rude (с Беки Джи) – 3:07
10. Wild (с Биг Шон и Дизи Раскал) – 3:54
11. Gold – 3:24
12. Conquer the World (с Бранди) – 3:26
13. Alive – 3:24

### Австралийско и Новозеландско iTunes Store издание
1. Wild" (с Биг Шон) – 3:43

### Делукс издание
1. Unite – 3:51
2. Hero – 3:19
3. Magnetic – 3:54
4. It's My Party (All About She UKG Remix) – 3:44

### Австралийско и Новозеландско iTunes Store делукс издание
1. Wild" (с Биг Шон) – 3:43